# Bar-mizva
Bar-mizva (hebrejski: בַּר מִצְוָה; sin dužnosti) je ceremonija punoljetnosti kod Židova, gdje dječaci nakon navršavanja 13 godina života postaju religiozno punoljetni.